# Monumentul Energia
Monumentul Energia este un monument istoric aflat pe teritoriul satului Căpățânenii Ungureni; comuna Arefu, județul Argeș.

## Istoric și trăsături
Monumentul este situat în apropiere de Barajul Vidraru, pe muntele Pleașa, și mai este cunoscut sub numele de Statuia lui Prometeu sau Monumentul Electricității. Autoritățile comuniste au dorit ca în anul în care a fost creat barajul Vidraru să fie realizată și o statuie de mari dimensiuni. Are 10 metri înălțime și îl înfățisează pe Prometeu cu fulgerul în mână, ca simbol al electricității. Este opera sculptorului Constantin Popovici (1938-1995) în anul 1965, pe când autorul lucrării avea doar 27 de ani.

## Imagini

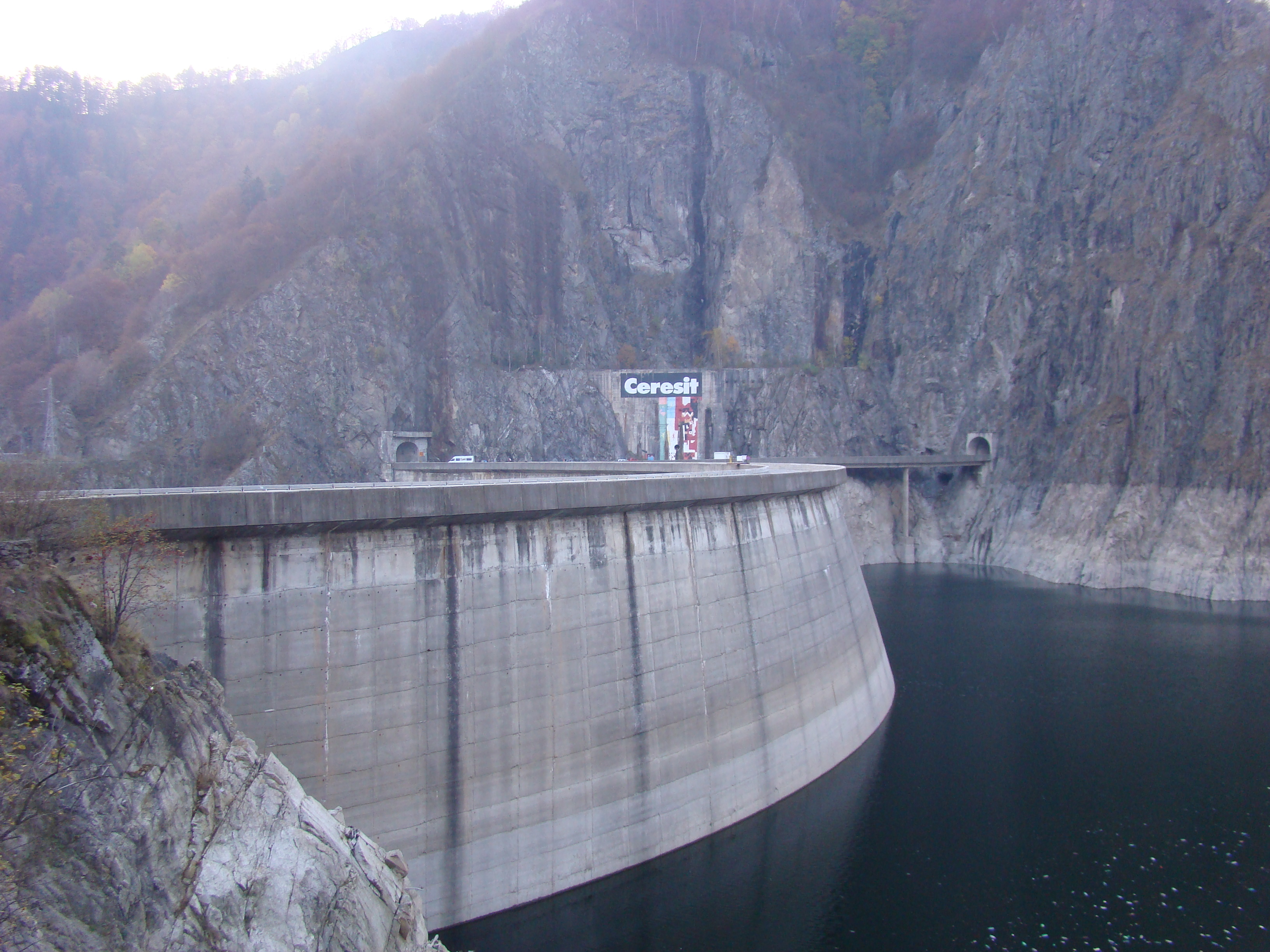
Barajul Vidraru
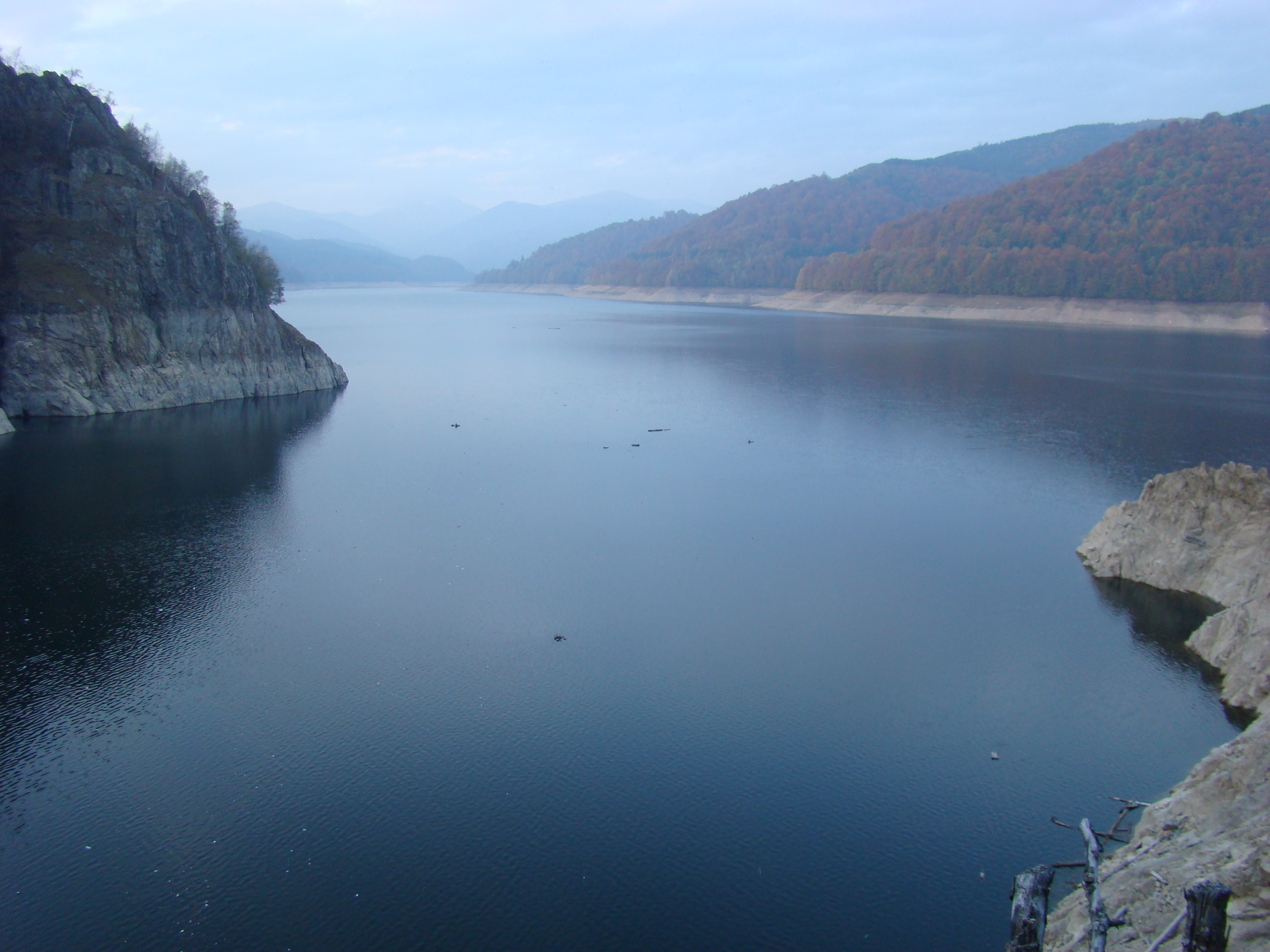
Lacul Vidraru